# رویارویی‌های تصادفی
رویارویی‌های تصادفی (عنوان بریتانیایی: یک رویارویی تصادفی) یک فیلم کمدی رمانتیک آمریکایی است که در سال ۲۰۱۳ به کارگردانی بوریس اوندورف ساخته شد. نگارش فیلمنامه را نیت بارلو انجام داد. بازیگران فیلم مایکل رادی، مگان مارکل و ابی واتن بودند. این فیلم ابتدا در اول دسامبر ۲۰۱۳ به صورت نسخهٔ دیجیتال در آمریکا منتشر شد و س‍پس تحت عنوان تازه‌اش در ۷ مه ۲۰۱۸ در انگلستان انتشار یافت.